# 1978年NBA總決賽
1978年NBA總決賽（又稱1978年NBA世界冠軍系列賽）是1977-78 NBA賽季的冠軍系列賽，在1978年5月21日至6月7日進行，由東區第三種子華盛頓子彈對戰西區第四種子西雅圖超音速。兩隊鑿戰七場，最終子彈以4-3擊敗超音速順利掄元。

## 晉級總決賽之路

### 例行賽對戰
| 1977年11月15日 |

|  |

| 西雅圖超音速 109–111 華盛頓子彈 |

| 1977年12月18日 |

|  |

| 華盛頓子彈 109–111 西雅圖超音速 |

| 1978年2月8日 |

|  |

| 華盛頓子彈 106–100 西雅圖超音速 |

| 1978年3月14日 |

|  |

| 西雅圖超音速 115–120 華盛頓子彈 |

## 賽事簡表
| 賽事   | 日期    | 主隊         | 比數           | 客隊         |
| ------ | ------- | ------------ | -------------- | ------------ |
| 第一場 | 5月21日 | 西雅圖超音速 | 106-102（1-0） | 華盛頓子彈   |
| 第二場 | 5月25日 | 華盛頓子彈   | 106-98（1-1）  | 西雅圖超音速 |
| 第三場 | 5月28日 | 華盛頓子彈   | 92-93（1-2）   | 西雅圖超音速 |
| 第四場 | 5月30日 | 西雅圖超音速 | 116-120（2-2） | 華盛頓子彈   |
| 第五場 | 6月2日  | 西雅圖超音速 | 98-94（3-2）   | 華盛頓子彈   |
| 第六場 | 6月4日  | 華盛頓子彈   | 117-82（3-3）  | 西雅圖超音速 |
| 第七場 | 6月7日  | 西雅圖超音速 | 99-105（3-4）  | 華盛頓子彈   |

## 比賽概要

### 第一場
| 5月21日 12:00 p.m. PDT |

|  |

| 華盛頓子彈 102–106 西雅圖超音速                                   |  |                                                                    |
| 每節分數： 31–25、27–24、26–24、18–33                             |  |                                                                    |
| 得分： 凱文·格雷韋 27 篮板： 埃爾文·海耶斯 9 助攻： 湯姆·亨德森 7 |  | 得分： 弗雷德·布朗 30 篮板： 馬文·韋伯斯特 14 助攻： 丹尼斯·強森 5 |
| 超音速取得系列賽1-0領先                                           |  |                                                                    |

### 第二場
| 5月25日 9:00 p.m. EDT |

|  |

| 西雅圖超音速 98–106 華盛頓子彈                                                                   |  |                                                                                     |
| 每節分數： 16–29、36–27、19–24、27–26                                                            |  |                                                                                     |
| 得分： 蓋斯·威廉姆斯 24 篮板： 馬文·韋伯斯特 12 助攻： 丹尼斯·強森、保羅·塞拉斯、蓋斯·威廉姆斯 4 |  | 得分： 鮑勃·丹德里奇 34 篮板： 韋斯·昂塞爾德 15 助攻： 湯姆·亨德森、韋斯·昂塞爾德 5 |
| 系列賽1-1平手                                                                                    |  |                                                                                     |

### 第三場
| 5月28日 1:30 p.m. EDT |

|  |

| 西雅圖超音速 93–92 華盛頓子彈 |  |                                                                        |
| 每節分數： 24–24、25–23、20–20、24–25 |  |                                                                        |
| 得分： 馬文·韋伯斯特、蓋斯·威廉姆斯 20 篮板： 保羅·塞拉斯 14 助攻： 弗雷德·布朗、丹尼斯·強森、傑克·希克馬、馬文·韋伯斯特、蓋斯·威廉姆斯 2 |  | 得分： 埃爾文·海耶斯 29 篮板： 埃爾文·海耶斯 20 助攻： 鮑勃·丹德里奇 6 |
| 超音速取得系列賽2-1領先 |  |                                                                        |

### 第四場
| 5月30日 6:00 p.m. PDT |

|  |

| 華盛頓子彈 120–116 西雅圖超音速（OT）                                 |  |                                                                    |
| 每節分數： 23–25、25–31、30–31、28–19、： 14–10                       |  |                                                                    |
| 得分： 鮑勃·丹德里奇 23 篮板： 埃爾文·海耶斯 13 助攻： 湯姆·亨德森 11 |  | 得分： 丹尼斯·強森 33 篮板： 馬文·韋伯斯特 15 助攻： 保羅·塞拉斯 6 |
| 系列賽2-2平手                                                         |  |                                                                    |

### 第五場
| 6月2日 6:00 p.m. PDT |

|  |

| 華盛頓子彈 94–98 西雅圖超音速                                      |  |                                                                    |
| 每節分數： 24–23、17–29、26–24、27–22                              |  |                                                                    |
| 得分： 凱文·格雷韋 22 篮板： 鮑勃·丹德里奇 10 助攻： 湯姆·亨德森 6 |  | 得分： 弗雷德·布朗 26 篮板： 馬文·韋伯斯特 13 助攻： 約翰·約翰遜 7 |
| 超音速取得系列賽3-2領先                                            |  |                                                                    |

### 第六場
| 6月4日 1:30 p.m. EDT |

|  |

| 西雅圖超音速 82–117 華盛頓子彈                                       |  |                                                                        |
| 每節分數： 21–19、14–28、26–37、21–33                                |  |                                                                        |
| 得分： 弗雷德·布朗 17 篮板： 馬文·韋伯斯特 12 助攻： 蓋斯·威廉姆斯 6 |  | 得分： 埃爾文·海耶斯 21 篮板： 埃爾文·海耶斯 15 助攻： 格雷格·巴拉德 6 |
| 系列賽3-3平手                                                        |  |                                                                        |

### 第七場
| 6月7日 6:00 p.m. PDT |

|  |

| 華盛頓子彈 105–99 西雅圖超音速                                                     |  |                                                                        |
| 每節分數： 31–28、22–17、26–21、26–33                                              |  |                                                                        |
| 得分： 鮑勃·丹德里奇、查爾斯·強森 19 篮板： 韋斯·昂塞爾德 9 助攻： 韋斯·昂塞爾德 6 |  | 得分： 馬文·韋伯斯特 27 篮板： 馬文·韋伯斯特 19 助攻： 蓋斯·威廉姆斯 5 |
| 子彈4-3贏得系列賽                                                                  |  |                                                                        |